# Метаарсенат свинца(II)
Метаарсенат свинца(II) — неорганическое соединение, 
соль металла свинца и мышьяковой кислоты
с формулой Pb(AsO3)2,
кристаллы,
реагирует с водой.

## Физические свойства
Метаарсенат свинца(II) образует кристаллы
тригональной сингонии, пространственная группа P 312, параметры ячейки a = 0,4859 нм, c = 0,5481 нм, Z = 1,
структура типа метаантимоната свинца.

## Химические свойства
- Реагирует с водой:

{\displaystyle {\mathsf {3Pb(AsO_{3})_{2}+6H_{2}O\ {\xrightarrow {}}\ Pb_{3}(AsO_{4})_{2}+4H_{3}AsO_{4}}}}